# 日新駅 (咸鏡南道)
日新駅（イルシンえき）は、朝鮮民主主義人民共和国咸鏡南道端川市に位置する朝鮮民主主義人民共和国鉄道省平羅線の駅である。

## 歴史
- 1924年10月11日：開業[1]。